# Régimen del 4 de agosto
El Régimen del 4 de Agosto (Griego: Καθεστώς της 4ης Αυγούστου, Kathestós tis tetártis Avgoústou), conocido comúnmente como el Régimen de Metaxás (Griego: Καθεστώς Μεταξά, Kathestós Metaxá), fue un estado autoritario bajo el liderazgo del general Ioannis Metaxás que gobernó el Reino de Grecia desde 1936 hasta 1941. El régimen tomo su nombre del autogolpe de estado hecho por Metaxás, con el apoyo del rey Jorge II, realizado el 4 de agosto de 1936. Metaxás lideró un gobierno conservador, autoritario y anticomunista. El régimen se inspiró en el gobierno fascista del Reino de Italia, pero nunca se volvió un estado totalitario propiamente. Después de la muerte de Metaxás en enero de 1941 el régimen fue dirigido totalmente por el Rey. Aunque la Alemania nazi invadiría Grecia en abril obligando al rey y al resto del gobierno metaxista a escapar al Reino de Egipto.

## Historia
Al igual que sus contemporáneos regímenes totalitarios en Italia, España y Alemania, el del 4 de agosto hizo uso del saludo romano(con el brazo derecho extendido) y tenía sus propios uniformes, saludos y canciones. Como símbolo escogió el labrys (pelekys en griego), el hacha de doble filo que, según Metaxás, era el símbolo más antiguo de todas las civilizaciones helénicas.
Durante la existencia del Régimen, Metaxás se hizo llamar el "Arhigos" o líder.
Metaxás también creó a finales de 1936, poco después de haber llegado al poder, la Ethniki Organosi Neolaias (Organización Nacional de Juventudes, EON), que venía a ser una versión griega de las Juventudes Hitlerianas (Hitlerjugend), y que debía prorrogar los valores del régimen en el futuro.
El régimen proponía el renacer de Grecia, y su salida de la decadencia gracias a la restauración de la monarquía, ya que el metaxismo era profundamente monárquico.
La "Tercera Civilización Helénica" como se hacía apodar el régimen en ciertas ocasiones, era una referencia a la "Primera Civilización Helénica" (Antigua Grecia) y la "Segunda Civilización Helénica" (Imperio Bizantino)
Uno de los mayores logros del régimen metaxista griego fue la preparación de las defensas del país contra una eventual invasión extranjera, así como la posterior victoria sobre los italianos en la Guerra Greco-Italiana del Invierno de 1940-41.
El gobierno sucesor del régimen de Metaxás fueron los sucesivos regímenes colaboracionistas griegos de Geórgios Çolakoğlu, Konstantinos Logothetopoulos y Ioannis Rallis.